# Gustavs Zemgals
Gustavs Zemgals (Džūkste, 1871. augusztus 12. – 1939. január 6.) politikus, Lettország második elnöke.

## Életpályája
Az általános iskolát Saka faluban végezte el, később Rigában a Nikolai Gimnáziumban folytatta tanulmányait. A Moszkvai Egyetemet 1899-ben végezte el, itt jogi diplomát szerzett. Utána visszatért Lettországba, s itt ügyvédként, szerkesztőként dolgozott, és politikai aktivista volt.
1904-ben az orosz-japán háború alatt Zengalst mozgósították, s a frontra küldték, ahol másfél évet töltött, majd ezután kapitányi rangban leszerelt.
1905-ben, visszatérte után Zengals egy új liberális újság, a Jaunā Dienas Lapa („Új Nap Újság”) megalapítói között volt, s indulása után ezt a lapot szerkesztette. Szintén szerkesztője volt az utódújságnak, a Mūsu Laikinak (Mi Időnk). 1907-ben a rigai kerületi bíróság három hónap letöltendő szabadságvesztésre ítélte, egy, az újságban megjelent cikke miatt. Nem sokkal ezután Zengals más politikai aktivistákkal együtt megalapította a Lett Demokratikus Pártot. 1912–1914 között a Domas (Gondolatok) című magazinnál is dolgozott.
Mikor elkezdődött az első világháború, Zengalst rögtön egy gyalogsági osztaghoz sorozták be, mely Lettország középső területén háborúzott. Később áthelyezték Finnországba. Miután visszatért Rigába, 1917. április 23-án megválasztották a város elnökévé. Ennek az évnek a tavaszán a Rigai Ideiglenes Tanács ismét megválasztotta a város vezetőjének. Ekkor a Lett Radikális Demokrata Pártnál dolgozott.
1918-tól Zemgals az Ideiglenes Lett Nemzeti Tanács tagja lett, ahol a megszállt lett területekkel kapcsolatos ügyekkel foglalkozott. Mint a Lett Radikális Demokrata Párt tagja, ő lett a Tautas Padome második elnökhelyettese. Ő vezette az 1918. november 18-i ülést, ahol kikiáltották Lettország függetlenségét. 1918. december 3-án őt választották meg a Rigai Városi Tanács elnökévé.
Mikor a bolsevikok erőre kaptak és közeledtek Lettország felé, a Tautas Padome Jānis Čakstét és Zengalst külföldre küldték, hogy képviseljék a lett érdekeket. Több emberrel együtt egy brit csatahajón Koppenhágába mentek, de Zemgals két hónappal később visszatért Lettországba, ahol megpróbálta újra életre hívni a Népgyűlést, de a német hadsereg letartóztatta őket.
Később a lett parlament, a Saeima tagja és több kormány minisztere lett. 1927-ben, Jānis Čakste halála után ő lett az ország elnöke. Elnökként kis hatást gyakorolt a parlament munkájára, csak egyszer küldött vissza felülvizsgálatra egy törvényt, de a de sok embert részesített amnesztiában. Elnökségének ideje alatt Zemgals 648 ember kapott amnesztiát, közülük 172-en rögtön szabadlábra kerültek. 1930-ig volt elnök. Ekkor lejárt megbízatása, és nem indult még egy ciklusért, annak ellenére, hogy sokan felkérték erre.
Miután elnöksége véget ért, Zengals folytatta politikai munkásságát, és beválasztották a negyedik Saeimába, ahol a külügyi, a kereskedelmi és az iparügyi bizottságnak volt a tagja. 1931-ben és 1932-ben pénzügyminiszter volt.
1926-ban Zemgalst a Három Csillag Kitüntetés 3. fokozatával tüntették ki. 1929-ben kapta meg az 1. fokozatú kitüntetést, Lettország legmagasabb rangú kitüntetését.
Az 1930-as években Zemalgas a Jaunākās Ziņas (Friss Hírek) újságban publikált.
Zemgals 1939. január 6-án halt meg, Rigában temették el.

## Emlékezete
1990-ben szülőfalujában emlékművet emeltek tiszteletére.